# Bermuda i olympiska sommarspelen 1988
Bermuda deltog i de olympiska sommarspelen 1988, men ingen av landets deltagare erövrade någon medalj.

## Ridsport
Individuell fälttävlan
- Peter S. Gray
  1. 31:a totalt

## Segling
Öppna grenar
| Seglare                      | Gren    | Lopp | Lopp | Lopp | Lopp | Lopp | Lopp | Lopp | Nettopoäng | Slutlig placering |
| Seglare                      | Gren    | 1    | 2    | 3    | 4    | 5    | 6    | 7    | Nettopoäng | Slutlig placering |
| ---------------------------- | ------- | ---- | ---- | ---- | ---- | ---- | ---- | ---- | ---------- | ----------------- |
| Eddie Bardgett Glenn Astwood | Tornado | 17   | 15   | 18   | 20   | 12   | 17   | RET  | 135,0      | 18                |

## Tennis
| Spelare       | Gren       | Omgång 1                           | Omgång 2          | Åttondelsfinaler  | Kvartsfinaler     | Semifinaler       | Final / BM        | Final / BM       |
| Spelare       | Gren       | Motståndare Poäng                  | Motståndare Poäng | Motståndare Poäng | Motståndare Poäng | Motståndare Poäng | Motståndare Poäng | Placering        |
| ------------- | ---------- | ---------------------------------- | ----------------- | ----------------- | ----------------- | ----------------- | ----------------- | ---------------- |
| Stephen Alger | Herrsingel | Jakob Hlasek (SUI) L 3-6, 4–6, 2-6 | Gick inte vidare  | Gick inte vidare  | Gick inte vidare  | Gick inte vidare  | Gick inte vidare  | Gick inte vidare |